# 侍戦隊シンケンジャーの登場人物
侍戦隊シンケンジャーの登場人物（さむらいせんたいシンケンジャーのとうじょうじんぶつ）では、特撮テレビドラマシリーズ『侍戦隊シンケンジャー』に登場する架空の人物、およびキャラクターについて記述する。

## 侍戦隊シンケンジャー
書かれた文字が司る力を具現化させるモヂカラという術を代々受け継ぎ、300年の昔から外道衆と戦ってきた侍たちの末裔。
筆頭の志葉家が赤（火）、その家臣である池波・白石・谷・花織の4家が順に青（水）・桃（天）・緑（木）・黄（土）と各家ごとに受け継ぐ「色」と「モヂカラ」が決まっており、それぞれの家から1人ずつ侍に選ばれた者によって構成されている。
その戦闘能力はメンバーひとりで陸軍三個師団以上に相当するとされ、さらに侍巨人を用いれば「街のひとつやふたつ数分で破壊できる」と言われる。
名乗りの際は、各々の変身後のコードネームと本名を1人目が「シンケン●●（色名。おもにレッド）、××（本名）」、2人目以降は「同じく●●（色名のみ）、××（本名）」と名乗る。
メンバーは日常生活の変身前から、変身後もコードネームではなく本名、もしくは普段の呼び方で呼び合っている。
口上は集合時は「天下御免の侍戦隊、シンケンジャー参る!」、勝利後は「これにて一件落着」。シンケンゴールド加入後は、一件落着の前に「勝利の一本締め」が挿入されるようになった（省略されることもある）。
長距離の出張などの場合は黒子のかつぐ駕籠やモヂカラで召喚した馬を利用する。
小説版では志葉家＝シンケンジャーの活動は日本政府公認であり、巨大兵器にあたる侍巨人の保有を認める、戦いの被害による損害賠償の責任を負わないなどの権限を与えられていることが語られている。また、事件が大規模になった際にはより綿密な連携が図られることもある。
- メンバーの名前は、「志葉」や「池波」などの名が時代劇ファンを意識したものであることが示唆されている[3]。戦隊のマークは紙兜であり、志葉家の家紋でもある。

志葉 丈瑠（）
演 - 松坂桃李、少年時代 - 高岩雅輝（第五幕・第十二幕・第十八幕・第四十六幕）
本作品の主人公。
火のモヂカラを操る侍で、シンケンジャーのリーダー。流ノ介と彦馬は「殿」、茉子と千明は「丈瑠」、ことはは「殿様」、源太は「丈ちゃん」と呼んでいる。ドウコクやシタリは「志葉の当主」、十臓は「シンケンレッド」と呼ぶ。
志葉家十八代目当主として侍たちを率いるが、現代において「殿様」「家臣」などが時代錯誤な存在だということは認識しており、赤の他人を戦いに巻き込むことを嫌って彦馬が仲間を集めることに反対していた。ゆえに、流ノ介たちが集結した際に「家臣とか忠義で決めず覚悟で決めろ」と言い渡している。また、あまりにも「殿様」の意向を意識しすぎることはを気にかけ、諭したこともある。当初は侍たちの命を預かることへの強い責任感などから、時として厳しい言葉を吐いて家臣たちを突き放すような態度を取っていたことから、彼らの反感を買うこともあり、特に千明から反発を招くことが多かったが、中盤以降はふとしたはずみで蔑ろにされたり共にトランプに興じるなど、他のメンバーとは幾分打ち解けていく。戦いに巻き込まないようにあまり他人と関わらずに生きてきており、戦いが終わって去っていく際にまで茉子から指摘されるほどの人見知りである。
実は、真の十八代目当主・薫が封印の文字を会得するまで外道衆から護るために作られた影武者であった。彼がモヂカラの才能に長けていたため影武者となっていたが、彼の家は侍の家系ですらなく、先代レッドと思われていた彼の父もまた、侍ではなかった。火のモヂカラも家系的に受け継いだものではなく自身の修行により後天的に身につけたものであったため、本来の志葉家のものとは挙動や効力が少し違っていた。
影武者として周囲を欺いていた負い目から、自分を軽視している節があり、意図的に侍たちとは距離を置くようにしていた。特に物語前半では、家臣たちが不安を抱かないよう努めるためもあって、彼らに自分の弱みを見せない。薫が表に出たために影武者としての役目が終わってしまい、殿でない自分には（剣以外に）何もないとの虚無感から十臓との外道の如き戦いにのめりこみ、危うく十臓と同じように外道への道を歩みかけそうになるも、流ノ介たちの叱咤を受けて寸前のところで考えを改め、家臣たちとのたしかな絆を再認識する。
その後、薫の封印の文字が薄皮太夫を取り込んだドウコクには通用しないことが判明したため、薫に呼び戻され、彼女の発案で薫の養子になって志葉家十九代目当主として改めてシンケンジャーを率いることとなり、ドウコクを力尽くで倒すことに成功する。
幼少時は非常に怖がり・泣き虫で、現在でも遊園地の絶叫マシーンやお化け屋敷（作り物の化け物）が苦手で、お化け屋敷に入った途端に絶叫し、出てきた途端に気絶してしまうほど。源太曰く腹が弱いとのこと。
殿として話をする時には常に胡坐で座っていたために、他のメンバーからは「丈瑠のイメージ＝胡坐」というふうに認識されているらしく『帰ってきた侍戦隊シンケンジャー 特別幕』の皆の夢の中の丈瑠はどんな状況でも胡坐座りばかりで、本人は自分のイメージに納得がいかないようである。
- 丈瑠が影武者だったというこの設定は、企画当初から決められていたことであるが、丈瑠役の松坂をはじめとするキャスト陣には当初知らされていなかった。第三十六・三十七幕収録前に出演者の中で松坂と伊吹のみに一足早くこの設定が伝えられており、他のレギュラー陣には第四十四幕の台本を渡されて初めて明かされた。薫役の夏居にも、オーディション合格までレッド役での採用であることは伏せられており、合格後に知った夏居はたいそう驚いた。メインライターの小林靖子は当初『暴れん坊将軍』のような明るい主人公像を検討していたが、前作『炎神戦隊ゴーオンジャー』の江角走輔/ゴーオンレッドが明るいキャラクターであったことから別の方向性を求められた結果、本来二番手に来るクールなキャラをセンターに置いたレッドで、陰のある主人公と設定し、その理由付けとして影武者という設定が加えられた。また、企画段階では「若」から「殿」へ成長するという案も存在していたが、東映プロデューサーの宇都宮孝明の意見により最初から「殿」と設定された。当初は9月ごろに影武者だと明らかになる展開が予定されていた。当初は「殿」が人気を博したことから殿のまま行く案や松坂が一人二役やる案もあったが、後者は『未来戦隊タイムレンジャー』で小林が既にやっていたため見送られた。
- 薫の養子になるという展開は宇都宮の提案によるもので、小林は影武者についてのドラマが決着していたので爽快感を出すことを意図したと述べている。

シンケンレッド
声 - 松坂桃李、スーツアクター - 福沢博文
志葉丈瑠が変身する戦士。火のモヂカラを用いる。
他の侍たちを呼び集められるまで独りで外道衆と戦ってきたこともあって戦士としての実力は抜きん出ており、その実戦で研ぎ澄まされた剣術は大胆かつ流麗で、日々の鍛錬で研ぎ澄まされたモヂカラを駆使して戦う。実戦の際には刀（シンケンマル）を正眼ではなく肩に担いだ独特な構えを取る。これは十臓曰く、長時間の戦闘にも耐えられるよう、腕の疲れを最小限にするために行っている。また、まれに二刀流も披露する。
- スーツアクターを務めた福沢は、殺陣について「正統派じゃない」との指示を受け、後ろ手に構えた剣で攻撃を受けるなど正統派な時代劇の殺陣ではやらない動きを意識している。

スーパーシンケンレッド
声 - 松坂桃李、スーツアクター - 福沢博文
第二十四幕から登場。シンケンレッドの強化形態。スーパーシンケンジャーで最も多用された。
- 福沢の「あまり動かずにドッシリとやってみたい」という提案から、初登場となる第二十四幕では強化形態ではあるが、超人的な動きは意図的に抑え、峰打ちをナナシ連中に次々と喰らわせて、刀を返して一気に斬るという立ち回りをしている。変身シーンも、衣装が天空からバサッと降りてくるというイメージと、「真」の文字を活かしたものを組み合わせている。

ハイパーシンケンレッド
声 - 松坂桃李、スーツアクター - 福沢博文
キョウリュウマルを用いたシンケンレッドの強化形態。劇場版で初登場し、テレビシリーズにも第三十一幕から登場。
スーツや陣羽織には初代シンケンレッドのモヂカラが宿っている。
その他の作品への登場
『仮面ライダーディケイド』
第24話・第25話に登場。突如彼の前に現れた鳴滝から「ディケイドは全ての世界を破壊する者」と伝えられ、士のことを疑っていたが、侍の勘で「お前が世界の破壊者だとは思ってない」という言葉で士に伝える。
『天装戦隊ゴセイジャーVSシンケンジャー エピックon銀幕』
『銀幕BANG!!』時点よりも人格的に丸くなり人見知りも少々改善されたようであるが、戦いの中で血祭のブレドランに捕まり、ビービ虫で操られた丈瑠が外道シンケンレッドにされてしまう。

池波 流ノ介（）
演 - 相葉弘樹、少年時代 - 堀切拓海（第四幕）
水のモヂカラを受け継いだ侍。シンケンジャーのサブリーダーのような存在を自任する。
歌舞伎役者の家系出身。4人の家臣のうちで最も武士道と志葉家への忠誠心を教え込まれた侍で、丈瑠を「殿」と呼ぶ。知識が豊富かつ実力も高いことから、丈瑠不在の時にはスーパーシンケンブルーへ変身したり、巨大戦の指揮をとることも多い。
戦闘スタイルも基本に忠実であり、稽古であれば丈瑠と同等以上の実力を発揮できるが、常に状況の変化する実戦においては一歩劣る。礼儀を重んじ、黒子たちにも敬意を払うことを忘れない真面目で律儀な性格。日常の生活も非常に規則正しく、自ら決めたタイムスケジュールで毎日武術と体力錬成、歌舞伎の自主練習を行っている。そのため、仲間からもかなりの信頼を寄せられている。
生真面目で使命感が強いが、その一方で落ち込みやすかったり、ハイテンションにもなりやすいなど良くも悪くも感情の起伏が激しく、ムードメーカー的な一面もある。ノリのいい行動から機転が効くこともあり、サムライハオーへの初合体もハイテンションになった彼が「勢い」で発動させたことがもとである。テンクウシンケンオーへの合体や「サムライハオー」のネーミング、『侍戦隊シンケンジャーVSゴーオンジャー 銀幕BANG!!』での「サムライフォーメーション23」なども彼の発案であり、この点においては丈瑠も一目置いている。
時代錯誤な思考ゆえに天然ボケな一面もあり無闇に先走ってしまうことがある。特に巨大化戦においてはシンケンオーの合体方法手順を誤る、ナキナキテにダイテンクウを合体させてしまうなど自身だけでなく仲間までもピンチに追いやってしまうこともある。小さいころ尻餅をついて以来、サボテンが苦手。
役者時代には歌舞伎界を盛り上げるべく同年輩の役者と組んでの公演も企画していたが、そのさなかに侍として招集されたゆえに歌舞伎への未練を覗かせることもある。歌舞伎では女形も経験しており、女装による囮作戦を実行したこともある。
初期は千明を落ちこぼれと見たり、源太を侍と認めなかったりとよく衝突していたが、その後彼らをよく理解して打ち解ける。ことはからは「流さん」と呼ばれ慕われている。
良くも悪くも侍として忠実なため、薫が現れた時には丈瑠と薫との間での感情の揺れ動き方が一番激しかったが、朔太郎に諭され丈瑠との絆を優先する。
最終幕において、丈瑠の信頼を受けてドウコクの一の目に止めを刺すことを任され、見事仕留めることに成功する。戦いの後は再び歌舞伎の世界に戻ってチケットをメンバーに送ることを約束する。実家へ戻る前に丈瑠の前で別れの舞を披露する。
『帰ってきた』では、アヤカシが作りだした幻想世界において、丈瑠を差し置いて「殿」を名乗り、「森の動物戦隊シンケンジャー」を率いている。
シンケンブルー
声 - 相葉弘樹、スーツアクター - 押川善文
池波流ノ介が変身する戦士。水のモヂカラを用いる。
剣技に秀でるほか、策士としての面も持つ。
- 初期案では漢字モチーフは「天」であったが、折神のモチーフとの兼ね合いから「水」になった。ヘルメットの形状は、水滴型にしている。
- 名乗りのポーズは歌舞伎を元にしている。

スーパーシンケンブルー
声 - 相葉弘樹、スーツアクター - 押川善文
第二十六幕から登場。シンケンブルーの強化形態。
その他の作品への登場
『仮面ライダーディケイド』
第24話・第25話に登場。黒子から丈瑠が仮面ライダーに誘拐されたということに勘違いをしている。
『天装戦隊ゴセイジャーVSシンケンジャー エピックon銀幕』
丈瑠が血祭のブレドランに連れ去られた際には、千明と共にゴセイジャーを懐疑していたが、外道シンケンレッドの攻撃からアラタ / ゴセイレッドが自分たちを庇って、瀕死の重傷を負ったのをきっかけに彼の諦めないところを強く信頼した。天装術とモヂカラの合体技では、ハイド / ゴセイブルーと組んだ。

白石 茉子（）
演 - 高梨臨、少女時代 - 中島まりな（第三十四幕）
天のモヂカラを受け継いだ女侍。
招集前は幼稚園でアルバイトをしていた。冷静な性格で鋭い洞察力と観察眼を持ち、物事の本質や相手の真意をついて話す。自分のことはあまり他人に話さないために弱い部分もなかなか表に出せないが、面倒見が良く心優しい一面もある。5歳のころから両親と離れて暮らし、侍としての稽古も祖母につけられている。招集の際は、一人だけ黒子が担ぐ駕籠で連れて来られたため、流ノ介から殿様と勘違いされた。
普通の生活が許されずに両親ともすれ違ってきた反動から、「普通のお嫁さん」「普通のお母さん」になることを夢見ており、落ち込んだり弱っている人を放っておけずに抱擁したくなってしまう癖がある。しかし両親との間にあったわだかまりが解けた後は、より落ち着いて他者を支えられるようになる。
モヂカラを操るセンスが高く、丈瑠からも一目置かれており、兜折神のディスクも当初は彼女に授けられる。
千明やことは、ダイゴヨウからは姉貴分として慕われており、「姐さん」や「茉子ちゃん」と呼ばれる。丈瑠に対しては名前で呼ぶなど対等に振る舞いながらも殿としては認めている。物語も終盤になるにつれ、丈瑠が秘密を抱え悩んでいることもいち早く察知して気にかけていたが、薫の登場まで影武者であることを明かしようのなかった丈瑠からは逆に避けられることになってしまう。
自己流だという料理の腕は、「包丁の代わりにシンケンマルを使う」「切った野菜を下処理すらせず鍋に放りこむ」など非常に悪く、ことは以外の仲間には恐れられており、彼女が夕食を作ると言いだした際、丈瑠は「最大の危機だ…」と呟いている。ただし、茉子を姉のように慕うことはからは「おいしい」と言われており、茉子が夕食を作るといった際には喜んでいた。当初は自覚もなかったが、のちに自分の料理に対する男性陣の正直な感想を聞いてしまったことで自身の料理の味を自覚し、その後は料理本などを参考にするようになる。小さいころ喉に詰まらせて以来、粉吹き芋が大の苦手。
薄皮太夫が人間界に現れた際には初戦時から直接戦うことが多く、ユメバクラの術により薄皮太夫の過去を目の当たりにして外道に堕ちる人間の怒りや悲しみを痛感している。そういった経緯から互いに敵の中では特に意識しており、ちょうど丈瑠と十臓を思わせる関係になっている。そのため太夫に自分の最後の相手に選ばれる。
最後の戦いの後は、しばらくの間両親と暮らすために二人の待つハワイへ旅立つ。
- 演じる高梨は書道五段の有段者であり、第一幕での文字は自身で書いている。

シンケンピンク
声 - 高梨臨、スーツアクター - 人見早苗
白石茉子が変身する戦士。天のモヂカラを用い、風の技を扱う。
小柄ながらアクロバティックな動きで戦い、剣技以外にもキック技を使用する。
- 初期案では漢字モチーフは「水」であったが、ブルーが折神のモチーフとの兼ね合いから「水」になり、替わりにピンクが「天」となった。

スーパーシンケンピンク
声 - 高梨臨、スーツアクター - 人見早苗
第二十九幕から登場。シンケンピンクの強化形態。
モヂカラが強化され、真の実力を発揮できるようになっている。
その他の作品への登場
『天装戦隊ゴセイジャーVSシンケンジャー エピックon銀幕』
黒子に扮したエリ / ゴセイピンクとアグリ / ゴセイブラックに出会うが、エリの自由すぎる態度にやや呆れていた。天装術とモヂカラの合体技では、エリと組んだ。

谷 千明（）
演 - 鈴木勝吾
木のモヂカラを受け継いだ侍。
シンケンジャーとして招集される前は普通の高校生で、物語開始時は卒業間近であったがシンケンジャーとしての責務のために卒業式には出られておらず、シンケンジャーに入った直後に卒業している。メンバーの中で特に現代っ子気質で、ゲームと買い食いを好む。裏表のない陽気な性格で、短気によりトラブルを起こすことも多いが、自分の非は素直に認めることができる。
父の蔵人からは志葉家への忠義や侍の心得は最低限しか教わっていなかったため「殿様と家臣」という主従関係を汲み取ることができず、修行にも不真面目で年長のメンバーや彦馬からはあきれられたり、叱責されたりすることが多い。また、結成当初は殿様として丈瑠を受け入れられなかったが、自身と丈瑠の気持ちと実力の差を目の当たりにし「いつか丈瑠を超える」という目標と認めるようになる。その後一人で特訓を重ね、彦馬のアドバイスによって自分らしい戦い方に目覚める。
考え方を改めてからも丈瑠の名を呼び捨てにする姿勢は崩していないが、丈瑠に対する仲間意識は強く「家臣になってもいいと思ったのは丈瑠だけ」と丈瑠以外の当主を認める気はなく、薫との共闘にも真っ先に異議を申し立てた。考えの異なる流ノ介と対立していた時期もあったがともに戦っていく中で互いに認め合うようになり、強い信頼を築いた。
母親とは幼いころに死に別れているが、彼の名は「“千”の“明り”」で「明るい子になるよう」との母の願いによりつけられたものである。
モヂカラ500枚書き取りの課題に「五百枚」と書いて提出したり、戦いにおいて敵の能力を逆手に取った攻撃をするなど、良くも悪くも発想の柔軟さはメンバーから一目置かれている。また、父親譲りの鋭い勘も持っており、第二十七幕ではアベコンベの行動を察して丈瑠を守り、『帰ってきた』では自分たちの世界の異変をいち早く察知する。
戦いの後、再び大学を受験し直すことになったようであり、丈瑠には「追い越すのは次に会った時だ」と言い残して去る。
シンケングリーン
声 - 鈴木勝吾、スーツアクター - 竹内康博
谷千明が変身する戦士。木のモヂカラを用いる。
当初は剣の腕前が発展途上であったが、修行を重ね上達していく。俊敏な動きと木々を使った技を活かして戦う。
- 初期案では漢字モチーフは「山」であった。ヘルメットの形状は、角々にしている。
- 侍として素人っぽさを出すため、剣を両手ではなく片手で持っており、名乗りポーズも徐々に変化していっている。

スーパーシンケングリーン
声 - 鈴木勝吾、スーツアクター - 竹内康博
第二十七幕から登場。シンケングリーンの強化形態。
ハイパーシンケングリーン
声 - 鈴木勝吾、スーツアクター - 竹内康博
第四十八幕に登場。キョウリュウマルを用いるシンケングリーンの強化形態。
その他の作品への登場
『天装戦隊ゴセイジャーVSシンケンジャー エピックon銀幕』
血祭のブレドランに丈瑠がさらわれた際、流ノ介と共に動揺し、苛立つあまりに励ますアラタに八つ当たりしてしまい、当初はゴセイジャーとの協力を拒んだ。天装術とモヂカラの合体技では、モネ / ゴセイイエローと組んだ。
『ゴーカイジャー ゴセイジャー スーパー戦隊199ヒーロー大決戦』
ゴーカイジャー ゴセイジャー スーパー戦隊199ヒーロー大決戦#レジェンドを参照。

花織 ことは（）
演 - 森田涼花、少女時代 - 松浦愛弓（第六幕）
土のモヂカラを受け継いだ女侍。
京都の山村で育ち、京都弁を話す。以前は地元で家業の竹細工作りをしていたが、体の弱い姉のみつばの代わりにシンケンイエローになる。招集前は全く田舎から出ていない。
純粋で優しい性格の持ち主で、侍の使命に一生懸命。丈瑠のことを「殿様」と呼び慕うほか、流ノ介を「流さん」と、源太を「源さん」と呼ぶなど、年代の近い千明を除く他の仲間を呼ぶ際にも敬称を用いている。その反面、度を超えた天然ボケで良くも悪くも空気が読めないところがあり、同様の気質を持つ流ノ介とは馬が合う。姉から教わった笛と剣術が得意。特に剣術は当初は千明を圧倒し、太刀筋を彦馬から絶賛されるほどだが、それ以外のことは極めて不器用で、他人のことを思ってしたことでも返って迷惑をかけてしまうことも。しかし、幼少時にいじめられていた経験と姉を思う気持ちにより強い忍耐力を持っている。
茉子に憧れているが、彼女の料理の下手さ加減には気付いていない。メンバーからは妹のようにかわいがられている。その一方で、自分は他のメンバーより年下で頼りないため、自分より姉がシンケンイエローになった方がメンバーの役に立てたのではないかと思い悩んでいた時もあったが、彦馬がかけた励ましの言葉により、姉の代わりではなく、自分にしかなれないシンケンイエローを目指すと心に決める。
茉子の反省前の料理を「茉子が作ってくれたものだからおいしいに決まっている」と認識していたり、源太の寿司も普段は曖昧な評価だったが、源太がカレーをやめ寿司屋として精進すると決めた際には笑顔を見せるなど、味覚は鈍い。苦手なものは納豆のにおい。
戦いを終えた後は、姉の待つ京都の実家へ帰る。
シンケンイエロー
声 - 森田涼花、スーツアクター - 橋口未和
花織ことはが変身する戦士。土のモヂカラを用いる。
多彩な剣術を繰り出す。土石を使った技に秀でる。
スーパーシンケンイエロー
声 - 森田涼花、スーツアクター - 橋口未和
第三十六幕から登場。シンケンイエローの強化形態。
剣術のほか、素早さも強化されている。
その他の作品への登場
『天装戦隊ゴセイジャーVSシンケンジャー エピックon銀幕』
ハイドとモネと出会い、相変わらず空気の読めない行動で2人を呆れさせた。
映画『仮面ライダー×スーパー戦隊×宇宙刑事 スーパーヒーロー大戦Z』
鎧に頼まれ、ドルギランにかかっていたギャバンの蒸着システムのロックを、「解」のモヂカラで解除させる。最終決戦では、他のシンケンジャーと共に駆けつける。

梅盛 源太（）
演 - 相馬圭祐、少年時代 - 小柴亮太（第十八幕）
第十七幕から登場。光の電子モヂカラを用いる侍で、6人目のシンケンジャー。
本業はゴールド寿司という屋台寿司屋を営む寿司職人。
元々は志葉家の近所にあった寿司屋の息子で、丈瑠とは幼馴染。幼い時から侍になるのが夢であったが、十数年前に家業が傾いて実家の店が潰れ、家族全員で夜逃げをして以来音信不通となる。小さいころに丈瑠からもらった烏賊折神や彼から教えられたことだけを元にモヂカラを解析し、電子メールの文字による電子モヂカラとして発展させスシチェンジャーを始めとした武装も独力で開発したほか、折神を「文字のプログラムのようなもの」と解釈して活用するなど、モヂカラの扱いに於いては他の侍とは別の方向で異色の才能を見せ、インロウマルやダイゴヨウの開発なども彼の功績によるものが大きい。
かなりのお調子者かつ目立ちたがり屋で、流ノ介とともにシンケンジャーの良きムードメーカーとなっている。
握る寿司はまずくはないが取り立ててうまくもない至って普通の味であり、作中にてまともにそれを気に入ったのは十臓とことは、ガイアークのヨゴシュタイン、キタネイダス、ケガレシアのみ。しかし、第三十六幕にて本人曰く、生まれて初めて作ったというカレーはなぜか抜群においしく、テレビ番組で取り上げられるほどの好評を得て（本意ではないが）専門店を出しかけるまでに至る。
性格は豪快で江戸っ子口調でありながら、その実は文武ともに天賦の才を持っており、変身前でも重い屋台を引きながら高速で長距離を走るなど体力も並外れている。変身前には、牽制としてわりばしの形状の手裏剣（刀子）や、頭突きも使用する。
6人目のシンケンジャーとして仲間たちに認められてはいるが、梅盛家は侍の家系ではなく志葉家の家臣でもないため、正式に侍としての教育を受けてはおらず、他の侍たちが読める志葉家に伝わる古文書を読むことはできない。また、他の侍たちが志葉家に住み込んでいるのに対し、普段は屋台を引きながら別行動をとっている。こういった経緯を持つため、丹波には当初は特に軽蔑された。本人はあくまで丈瑠個人との幼いころからの約束である友情に基づいて戦っているため、薫登場後の丈瑠が参加していない集団戦闘には参加しなかったが、薫の気持ちを知ってからは彼女と協力して戦う。戦闘に参加しなかったのは、本人の薫と丹波への反発もあるが、丹波が源太のことを侍と認めておらず、シンケンジャーの一員であることを拒んだためでもあった。
千明からは「源ちゃん」、ことはからは「源さん」、ダイゴヨウからは「親分」、十臓からは「寿司屋」と呼ばれている。また、丈瑠との再会後も彼のことは子供時代と変わらずに「タケちゃん」と呼ぶ。
外道衆との戦いの後、修行のためにダイゴヨウを連れてフランスへと旅立つ。
- 企画段階では忍者という設定も検討されていたが、小林がこれに難色を示し、別案として挙がっていた寿司屋の設定が選ばれた。

シンケンゴールド
声 - 相馬圭祐、スーツアクター - 岡元次郎
第十七幕から登場。梅盛源太が変身する戦士。光の電子モヂカラを用いる。
戦闘では居合を得意とするが、独自に修行した我流の逆手による目にもとまらないスピードの居合い斬りであり、登場時の連続居合の披露では丈瑠たちの度肝を抜いた。ダイゴヨウ登場後はダイゴヨウが装備している十手なども積極的に活用している。
- 「光」という漢字モチーフは、初期には5人のモチーフの1つとしても検討されていたが、調整の結果6人目用の文字とされた。マスクはそのまま光をデザインに落とし込むとレッドに似ることから、印象を変えるために横線を太くしている。腕をシャリに見立てたり、鉢巻きを付けて割烹着を着ているような案もあった。当初は忍者であることから黒かった。
- 第十七幕のアクションは『宇宙刑事ギャバン』の蒸着プロセスを意識して、子どもたちにも理解してもらうようにリプレイする流れとなり、第十八幕も残像を駆使して描かれた。第十七幕では、源太のお調子者のキャラクターを上手く出すために、延々と居合いを続けるのではなく、木の上から落ちることとなった。

ハイパーシンケンゴールド
声 - 相馬圭祐、スーツアクター - 岡元次郎
テレビマガジン応募者全員サービスDVD『侍戦隊シンケンジャー スペシャルDVD 光侍驚変身』に登場。キョウリュウマルを用いるシンケンゴールドの強化形態。
その他の作品への登場
『仮面ライダーディケイド』
第24話・第25話に登場。突如現れた海東に烏賊折神を奪われて海東の後を追いかけていた。
『天装戦隊ゴセイジャーVSシンケンジャー エピックon銀幕』
フランスから帰国。テレビシリーズでは行わなかったスーパーシンケンゴールドへの変身を果たしている。
『ゴーカイジャー ゴセイジャー スーパー戦隊199ヒーロー大決戦』
ゴーカイジャー ゴセイジャー スーパー戦隊199ヒーロー大決戦#レジェンドを参照。

志葉 薫（）
演 - 夏居瑠奈
第四十四幕より登場した、真の志葉家十八代目当主にして志葉家最後の生き残りの女侍。丈瑠が操るものとは異なる“志葉家の火のモヂカラ”を受け継いでいる。
先代シンケンジャー壊滅時にはまだ生まれておらず、現在の侍の中では最年少。元々は志葉家の血を絶やさず次の代を残すために人知れず暮らしていたが、父の遺志を継いでドウコクを倒そうとする使命感を幼いころから強く持ち続けて「影武者の影に隠れて生きるのは侍として卑怯」と必死に修行をし、歴代の当主たちが会得できなかった封印の文字を完成させ、丈瑠たちの前に現れる。彼女の養子となった丈瑠には「母上」、丹波らには「姫」、ドウコクには「志葉の小娘」と呼ばれている。
作中では終始袴姿で、口調もやや時代がかっていて尊大ではあるが、これは丹波の教育の行きすぎによるもので時代錯誤との自覚はある。特殊な環境下で丹波らにある意味偏った育てられ方をされてきたにもかかわらず、物の見方は年齢の割には大人びていて周囲もよく見ており、会ったことのなかった丈瑠の心情にも思いやりを持ち、侍ではない源太からの協力も快く受け入れるなど優しい性格で決して我が侭ではない。千明も「お姫様がもっと嫌な奴だったら協力を断ってもよかった」と語っている。実戦に出た回数こそ少なかったが、流ノ介たちがダイカイシンケンオーで勝てなかったヨモツガリを獅子折神一体だけで倒すなど、当主としてモヂカラの実力はかなりのものであり、敗北したのはドウコクのみであった。
丹波の行動が自分を思いすぎるゆえであることは十分理解しているが、自分以外の者に対する丹波の高圧的な態度を快く思っておらず、たびたび彼を扇子などで叩くなどして諫めている。丹波とは違い、丈瑠や家臣たちの心情を各自の行動などから理解しており、自らの使命のみを重視して皆の前に出てきた結果、丈瑠たちの絆を悪化させて辛い思いをさせてしまったことに気づき後悔している。
第四十八幕で封印の文字を使うも、半分人間である薄皮太夫の体を取り込んだドウコクに効かず、逆に手傷を負わされてしまう。その後立ち直った丈瑠を呼び出して、ドウコクに対抗できる最後の手段として、2人だけの取り決めによって丈瑠を十九代目当主として養子に迎え、同時に自身は当主の座を退くという奇策を発案して実行するなど大胆で柔軟性のある一面を見せる。当初は丈瑠を「影」と呼んでいたが、彼が十九代目当主になるにあたって名前で呼ぶようになる。
外道衆との最終戦闘にあたっては、あらかじめ丈瑠に渡しておいたディスクの他に満身創痍を押して志葉家のモヂカラディスクをもう1枚こしらえ、丹波を介してシンケンジャーに託す。
戦闘終了後、志葉邸を丈瑠と彦馬に託して自身は丹波とともに再び人里離れての生活に戻る。
- 前述のように「殿」が定着していたことから殿をもう一人増やすことができなかったため、姫という設定になった。

シンケンレッド
声 - 夏居瑠奈、スーツアクター - 蜂須賀祐一
第四十四幕から登場。志葉薫が変身する戦士。スーツには他の女侍のスーツと同様にスカートがついている。
武器は丈瑠が変身したシンケンレッドと基本的に同じだが、小柄なため烈火大斬刀を使う際に足で蹴り上げて振り回すところが特徴。
- シリーズ初の女性レッドである。変身後のデザイン画はなく、プレックスの田中宗二郎は丈瑠が影武者であることは初期に聞いていたが姫であることは知らされていなかったと証言している。

スーパーシンケンレッド
声 - 夏居瑠奈、スーツアクター - 蜂須賀祐一
シンケンレッドの強化形態。
その他の作品への登場
『天装戦隊ゴセイジャーVSシンケンジャー エピックon銀幕』
操られた丈瑠を救うべく志葉家の強力な炎のモヂカラをゴセイカードに注入し、アラタに託す。当主の重責から解放されたためか、口調や物腰がより女性らしくなっている。家臣の丹波を連れておらず、1人で行動している。
- 外道シンケンレッドが炎を操るが、ゴセイジャー側に炎を操る者がおらず、風と雷を操るスカイック族のゴセイレッドが対抗できる状況を作るために、炎の力を学んで、風で強化した炎で対抗すると考えられ、姫である薫から学んで特訓することとなった。ただし、当主の座は丈瑠に譲っているため、変身はしないものとなった。

『海賊戦隊ゴーカイジャー』
第11話と第12話に登場。「シンケンジャーの大いなる力」を授けた。詳しくは海賊戦隊ゴーカイジャー#レジェンドとその関係者を参照。
劇場作品『ゴーカイジャー ゴセイジャー スーパー戦隊199ヒーロー大決戦』では、『ゴーカイジャー』本編以前のレジェンド大戦で他の戦隊の番外戦士たちと共にザンギャックに挑む。
劇場作品『特命戦隊ゴーバスターズVS海賊戦隊ゴーカイジャー THE MOVIE』
江戸時代に飛ばされたヨーコ、J、鎧が書いた手紙を特命部の司令室に届ける。
なお、客演した際には、反発していたゴーカイジャーを除いて、他のスーパー戦隊に対しては全て敬語で接している。

## シンケンジャーの支援者・関係者

### 志葉家従事者
日下部 彦馬（）
演 - 伊吹吾郎
志葉家の家臣で、丈瑠の後見人もしくは家老的な立場にいる人物。丈瑠には「ジイ」、流ノ介、茉子、ことはからは「彦馬さん」、千明からは「ジイさん」、源太からは「ジイちゃん」と呼ばれている。大勢の黒子たちを引き連れ、彼らとともに17年間に渡って丈瑠の親代わりを務め時に厳しく修行の指導もしてきたため、丈瑠が気兼ねすることなく弱い面を見せられる唯一の人物。
生真面目で何事にも熱心であるがゆえにやや口うるさいタイプでもあり、丈瑠には当主の心得を日頃から言い聞かせながらも、自らの立場を理解し成長する若殿に仕えられることを誇りに思い、「殿」と呼んで忠誠を誓っている。その一方、トランプで丈瑠が家臣たちから寄ってたかって追い詰められる形になった際は、申し訳なく思いつつも攻め立てていた流ノ介やことはに対し、「こうした勝負事に殿も家臣もない」と、屈託がなかった。若き家臣たちにもさまざまな面で忠義を尽くすように諭しながらなかなかまとまらないことに頭を悩ませつつも、時に大らかな心で受けとめている。また、稽古でついた怪我かそうでないかを見破るなど、観察眼は鋭い。
志葉家にある「スキマセンサー」を用いることで、シンケンジャーに外道衆の出現を伝える。シンケンジャーが戦ったアヤカシやデータの記録、黒子の割振りや勘定方への報告、食料調達や献立などの後方支援の役目も担っている。シンケンジャーとは色違いのショドウフォンを所持しているが、モヂカラを示す場面はなかった。だが、武将としても相当の実力を持つようであり、単体であればナナシと互角に渡りあえるほどで、ナナシ連中を相手に素手で戦ったり、最終幕では槍を用いて戦う。
腰痛持ちで、「馬は腰にくる」という理由から大型バイクに乗っている。また外道衆との戦いに専念するため家族（娘夫婦と孫娘）とは離れて暮らしており、妻の命日にだけ再会し墓参りに行くことにしている。
最終幕でも「孫にはいつでも会えますから」と、ただ一人志葉家に残り、丈瑠のさらなる成長を促すために色々な講座を学ばせようとし、自身もギターを習っているからとエレキギターも薦めている。
『天装戦隊ゴセイジャーVSシンケンジャー』にも登場。
秘伝提灯ダイゴヨウ（）
声 - 遠近孝一
詳細は侍戦隊シンケンジャー#ダイゴヨウを参照。

丹波 歳三（）
演 - 松澤一之
第四十四幕より登場。薫に付き従う家老のような人物で、先代にも仕えており、丈瑠を影武者に仕立てる計画に関与していた。薫からは苗字で呼び捨てにされている。
四角四面な性格で、薫には非常に過保護で時代錯誤気味の態度で接する一方、他の家臣に対しては高慢かつ高圧的で、一言二言と余計で周囲が嫌悪感を覚えるほど空気を読まない発言が非常に多く、特に正式な侍でない源太に対しては露骨に厭味な態度を表す。その態度を常に薫に窘められ、その都度色々と制裁を加えられている。薫より年上で志葉家はおろか侍の家系ですらない丈瑠が十九代目当主になったことにも猛然と反発したが、薫の鶴の一声の前に服従した。
最終幕で、仲間たちをかばって重傷を負った薫に「部下たちなど見捨ててさっさと逃げればよかったのに」と言ったことで「志葉家だけが残っても意味がない」と叱責され、考えを改める。その後は自ら丈瑠らの元に向かい、薫から言付かったディスクとともに自らの得意なモヂカラ「双」を封じたディスクを渡して激励するなど温かく見守る一面を見せた。また、当初は丈瑠のことを「影」と呼んでいたが、彼が十九代目当主になってからは「ご当主」と呼ぶようになった。
外道衆との戦いを終えた後も引き続き薫に付いて、志葉家を丈瑠と彦馬に託して後にする。
『海賊戦隊ゴーカイジャー』第11話と第12話に薫に付いてゲスト出演。
- 演じた松澤によれば、脚本を読んで「丹波は『いきなり登場した姫に向かうところである視聴者の怒りを代わりに受ける役』である」と分析し、その結果として劇中のような「イヤなヤツ」を演じることにしたと語っている。また、脚本の小林靖子は、『アルプスの少女ハイジ』のロッテンマイヤーをイメージしたキャラクターだと述べている。

黒子（）
志葉家の家臣である一団。複数いるメンバー全員がその名のとおり典型的な黒子の姿である黒装束と黒頭巾の姿をしており、基本的に喋ったり素顔を見せることはないが、志葉家の家事全般や雑用、倒れたメンバーの看病、シンケンジャーたちの着物の着付けなど裏方的な役割をこなす。外道衆との戦闘のクライマックスにおいてはシンケンジャーの背後に志葉家の家紋入りの陣幕とのぼり旗を立て出陣を演出したり、一般市民の避難誘導をするのも彼らの役割。一見無個性な集団にも見えるが、よく見るとコミカルな動きをしている。また、朔太郎のように一時ドロップアウトしながらもシンケンジャーの戦いに心を動かされ復帰したなどの背景を持つ者などもいる。モヂカラを持たないため戦闘に直接参加することはできないが、「人々を守りたい」という願いは同じであり、外道衆に癇癪玉を遠くから投げつけるなどシンケンジャーの援助をすることもある。
当然ながらシンケンジャーのメンバーにもその存在を認識されており、特に千明からは「黒子ちゃん」と呼び慕われている。志葉家の周辺住民にも認識されており、関係も良好な模様。
薫に従属する者たちは装束に若干の相違点があり、薫の登場後は従来の黒子はあまり表に出ていないが、朔太郎のように物語の展開に関与したり一般市民の避難誘導を行ったりと、ドラマにおいて大きな存在感を見せたのはやはり従来の黒子の方である。
最終幕では薫付きの黒子と丈瑠付きの黒子が肩を抱き合って別れを惜しむというシーンも見られる。また、シンケンジャー本編は、黒子たちが志葉家の門構えを掃除しているという「日常」を象徴するシーンで幕を閉じる。
『海賊戦隊ゴーカイジャー』第11、12話や『ゴーバスターズVSゴーカイジャー』にも薫に従属するタイプの黒子が登場。
小松 朔太郎（）
演 - 綱島郷太郎
第七幕で登場した、かつての志葉家の家臣。先代シンケンレッドの死による空虚感から志葉家を出奔したが、流ノ介との出会いと彼とともに舵木折神を釣り上げたことから侍たちの戦いを支えることに意義を取り戻し、黒子として復帰する。
第四十七幕にて再登場した時には黒子たちの中心的存在となっており、侍としての忠義と丈瑠との絆との間で思い悩む流ノ介の前に再び顔を見せて「侍として悔いのなきように」と告げ、絆を取り戻させる。薫には対丹波用のハリセンを手渡すなど洒落の利いた行動もみせる。

## シンケンジャーの親族
志葉家
代々シンケンレッドとして侍を率いて外道衆との戦いの矢面に立ってきた一族。特に強いモヂカラを持つ。十八代目当主の薫が血祭ドウコクに敗れたことにより、外道衆との決戦のため、志葉家の血統ではない影武者だった丈瑠が薫の養子となり十九代目当主を務めている。
第四十八幕では、代々の当主の名が記された家系図が登場している。
志葉 雅貴（）
演 - 松風雅也
薫の父であり、志葉家十七代目当主。薫が産まれる前に亡くなっているが彼女は「父上」と呼び、尊敬している。
かつてはシンケンレッドとして先代シンケンジャーを率いて外道衆と戦っていたが、外道衆によって攻め込まれた際に瀕死の重傷を負わされた後「封印の文字」を使ってドウコクを封印し絶命した。ただし、彼が使った封印の文字は不完全であったため 生前は次代の当主にその完成を託そうとしていた。しかし、次代の当主（薫）が産まれる直前だったため、次代の当主による封印の文字が完成するまでは影武者を立てることを選び最期の戦いに赴いた。
薫の母
演 - 桑原美帆
雅貴の妻。本編にはわずかながら登場したが名前などは不明。先代の戦いの時点では子（薫）を妊娠していて出産間近であり、丹波に連れられて密かに脱出し人里離れた場所で薫を出産した。その後は不明。
志葉 烈堂（）
演 - 合田雅吏
第二十三幕に登場。初代志葉家当主。詳細は『侍戦隊シンケンジャー 銀幕版 天下分け目の戦』の項目を参照。

池波家
代々シンケンブルーを輩出する一族で、同時に歌舞伎役者の家系でもある。清浄之谷にある神聖な泉を代々守っている。本編には流ノ介の父のみ登場。
池波 流三郎（）
演 - 加門良
第一幕に登場。流ノ介の父であり、歌舞伎における流ノ介の師匠。流ノ介には幼いころより礼儀作法や家臣としての忠誠心などを教え込んでいる。
外道衆の勢いが増す中、家臣が殿様（＝丈瑠）の元に招集される日が近いことを悟り、流ノ介に水のエンブレムを託す。

白石家
第三十四幕に登場。シンケンピンクを輩出する一族で、茉子の実家。第二幕でシルエットのみ登場した江戸時代のころのシンケンピンクも女性であり、茉子の母親である響子は先代のシンケンピンクだった。ただし実家にいるのは茉子の祖母で、両親は仕事の関係でハワイに在住しており、茉子も両親には数回しか会っていない。
白石 響子（）
演 - 伊藤かずえ
茉子の母親。先代のシンケンピンクであったが、ドウコク封印の際の戦いで負傷して戦線を離れ、心身ともに受けた深刻なダメージで一生車椅子での生活を余儀なくされ、衛とともにハワイに移住。当時5歳だった茉子も連れて行こうとしたが、母親（茉子の祖母）が「茉子を侍にさせる」と強硬に反発して引き離したため、断腸の思いで母親の元に茉子を預ける。第三十四幕での再会で茉子とのわだかまりが消えた後、衛とともにハワイに戻る。
白石 衛（）
演 - 冨家規政
茉子の父親。婿養子であるため、侍ではない。一見飄々としているが、彼なりに娘思いではある。仕事のために妻である響子とともにハワイに在住している。茉子に侍を辞めさせてハワイで一緒に暮らすために連れ戻しに来たが、その唐突ぶりが逆に茉子の反発を招いてしまう。茉子たちが外道衆との戦闘中にもかかわらず、茉子を連れ戻すことだけに躍起になってしまうが、娘の決意と戦いぶりに潔く身を引く。空港での別れの際、響子と茉子を引き合わせた後、響子を連れてハワイに戻る。

谷家
シンケングリーンを輩出する一族で千明の実家。千明の母親は千明が幼いころに亡くなっている。本編には千明の父のみ登場。
谷 蔵人（）
演 - 菊池健一郎
第二十一幕に登場。千明の父。一見すると自由奔放でいい加減な性格のようだが鋭い観察力を持つ。また、剣技の実力は依然として衰えておらず、その腕前は茉子が目を見張るほどである。千明にはあまり厳しく侍の教育を施さず、比較的自由に育てている。また、千明には「お前の時代に外道衆の復活はない」と告げていた。好物は息子と同じくパンケーキ。

花織家
シンケンイエローを輩出する一族で、ことはの実家。第二幕でシルエットのみ登場した江戸時代のころの代のイエローも白石家と同じく女性であった。現在は京都の山村に在住し、家業で竹細工作りをしている。本編にはことはの姉のみ登場。
花織 みつば（）
演 - 重廣礼香
第六、四十一幕に登場。ことはの姉。本来は彼女がシンケンイエローを継ぐ身であったが、生まれつき病弱で多少の行動でも倒れて床に臥すことが多いため、代わりに妹のことはが継ぐことになる。非常に優しい性格で、幼くしてイエローを継いだ妹のことを自分の身体以上に心配している。ことはに笛や侍としての心構えを教える。

梅盛家
源太の実家で、かつて志葉邸の近所で寿司屋を営んでいた。侍の家系ではなく、両親ともに一般人。本編では存在のみ確認される。
源太の父
寿司屋を営んでいたが源太が幼いころに店が潰れてしまい、一家全員で夜逃げしていた。その後、源太に「ゴールド寿司」の看板を継がせる。
『帰ってきた』で源太が語ったところによると、かつて銀志郎率いる「シルバー寿司」との寿司対決に敗れ、それが元で廃業に追い込まれてしまったとのこと。

丈瑠の実家
劇中には父親のみが登場。両親の身元や丈瑠の母の行方、一家の苗字などは不明。侍の家系ではないが、天幻寺には丈瑠の家の墓がある。
丈瑠の父
演 - 津田寛治
序盤の回想シーンでは志葉家の十七代目当主であるかのように思わせる描写であったが、実際には侍ではなかった。先代の戦いで外道衆の強襲を受けた際に傷を負い、幼い丈瑠に火のエンブレム（獅子折神）を託して絶命している。丈瑠には以前より「お前がシンケンレッドだ」「落ちずに飛び続けろ」と言い残しており、その言葉が影武者として戦う丈瑠の支えとなっていた。
息子を影武者として彦馬に預けており、彼とは少なくとも旧知の中であった様子。本編では志葉家との関係については詳細は明かされていなかったが、『海賊戦隊ゴーカイジャー』公式サイトでの解説によると、彼もまた志葉家の家臣であったとのこと。

## その他の志葉家関係者
浄寛（）
演 - 高橋元太郎
第二十三、二十四幕に登場。志葉家の菩提寺「天幻寺（）」の住職。初代からのシンケンレッドが眠る墓を守っている。また、天幻寺には丈瑠の父が眠る碑銘のない墓（本当の丈瑠の家の墓）と十臓の一族の墓もある。
榊原家
第三十二、三十三幕に登場。代々牛折神の封印を守っていた一族。モヂカラ発祥の地「角笛の山」出身で、侍ではないがモヂカラを使いこなす。志葉家に野菜を送ることもある。
榊原 ヒロ（）
演 - 佐藤勇輝
牛折神を志葉家当主である丈瑠に託すために、自作のディスクを持って祖父の反対を押し切って志葉家に来た少年。シンケンジャー同様にモヂカラが使えるが、特に彼のモヂカラは折神を引き寄せ、力を与える能力を持つ。
のちに「モウギュウバズーカ」を完成させ、野菜と一緒に送った手紙を見て受け取りに来た彦馬に引き渡す。
榊原 藤次（）
演 - 森下哲夫
ヒロの祖父。かつては牛折神を使いこなすことを考えて夢中になっていたが、同じことを思っていた自分の息子とその妻（ヒロの両親）が牛折神が封印された「角笛の山」で事故死し、これを牛折神のせいだと思っていたため、息子と同じ志を持っていたヒロが同じ末路を辿ってしまうことを恐れて関わらないように言っている。
しかし丈瑠の言葉で思い直し、息子がヒロのモヂカラに合わせて作っていたディスクを与えて牛折神を制御する手助けをする。

## 外道衆
三途の川に棲息する化け物たち。この世とあの世の狭間に住む六道輪廻から外れた世界、冥府魔道の住人たち。六門船と呼ばれる和船を根城とし、この世＝人間界にある隙間から次元間を移動して人間界へと現れる。姿形は異形、まさしく怪物・化け物であるが、思考・感情などは人間と大差なく、価値観の違いだけである。
自分たち外道衆による人間界の蹂躙と支配を目的としているが、三途の川から長時間離れると川の水が抜けて体が干上がってしまう水切れを起こすため、人間界での長時間の活動ができないことが障害となっており、三途の川は人間が苦しみ不幸になると水かさを増すことから、人々を襲い苦しめることで三途の川を人間界まで氾濫させ、水切れの心配なく人間界を支配しようとする。単純に破壊活動を行って多数の人々を苦しめることもあれば、量より質ということで一人の人間の心を弄んで苦しめることもあるなど、正に「外道の衆」。本編で活動する外道衆の支配者は、強大な力とアヤカシを「縛る」能力を併せ持つ血祭ドウコクであるが、単独で行動する腑破十臓や、筋殻アクマロ配下のアヤカシ、暴食的フォルムが特徴な脂目マンプク率いる「クサレ外道衆」など、全てがドウコクの管理下にあるわけではない。ドウコク管轄下の外道衆は『天装戦隊ゴセイジャーVSシンケンジャー』においてブレドランにより最終的に壊滅に追い込まれている。
大半が三途の川でアヤカシとして生まれた存在であるが、薄皮太夫と腑破十臓のように、人間が「外道に堕ちる」ことによりアヤカシに変化したはぐれ外道が存在する。彼らは半分が人間（＝この世のもの）であるため、人間界でも水切れを起こすことはなく、モヂカラによる封印さえも不可能な存在だが、反面その大半が外道に堕ちた後受ける強い憎しみに、器が耐えきれず数年で崩壊してしまうため、数百年生き続けていられる例は極わずかで稀な存在である。また、人間であるがゆえ、命は一つしか持っておらず、二の目になる（＝巨大化する）能力はない。
- デザインはすべて篠原保が担当した[56]。篠原は外国人デザイナーが浮世絵を参考に日本の妖怪を描いているというコンセプトでデザインを行っている[57][58]。そのため、実物や写真ではなく、一回絵にしたものを見ていることから、見た目のディテールやシルエットは分かるが、それがどういうふうに成立しているのか構造的なことが分からず、リアルなものではなくおかしなものになっている[57]。幹部格は全員七福神および三途の川であるということから海の生物（海産物）がデザイン上のモチーフになっており[57][59]、その名前には人体の構成要素を意味する文字が使用されている。1体の妖怪をイマジネーション＝「想像」と奇怪な「現象」の二つの要素に分けて一つの体の中で一緒に見せている[57]。現象の部分は体に分かりやすいパーツをくっ付け、赤い色が必ず使われている[57]。
- 人間性を悪に持たせたり、顔出しのレギュラー幹部を出すと倒しづらいことから、ヒーローが完全に敵を倒して拍手喝采するために、同情する余地のない敵となった[60]。横文字の台詞をできるだけ言わせなかったり、ならず者や野盗の中での長であり、御大将であるドウコクが呼び捨てにされていることから、寝首を掻こうとしている存在がいるなど、今の都会で時代劇の世界をするものとなった[61]。

血祭ドウコク（）
声 - 西凜太朗
外道衆の御大将。一人称は「オレ」、二人称は「オメェ」「テメェ」。長身痩躯だが全身に鎧や棘のような意匠を身に付け、荒武者を彷彿とさせる。武器は龍の意匠の入った昇竜抜山刀（）と降竜蓋世刀（）という大刀と小刀で、酒を飲んでいる時以外は片時も手放さない。アヤカシたちからは「御大将（）」と呼ばれる。短気な性格で、本気で怒ると手がつけられず、太夫と酒以外ではなだめられず、底の知れない苛立ちを、酒を飲むことで抑えている。外道衆全体に対する反乱や明らかに自分に対する敵意を持った行為に対しては厳しい態度を取り、制裁を下すこともある。だが、笑って済ませられる範囲でのアヤカシの悪ふざけや軽口、冗談などに対しては比較的寛容な態度を示し、敵意を持っていたとしても内心に留まっている限り（反乱を起こすなど、実際の行動に移さない限り）は出入り禁止にするに留め、それ以上の罰を与えないなど、長としての度量も持つ。
咆哮により強力な衝撃波を出す。また唯一所持するアヤカシたちを縛る力により、他のアヤカシを絶対的に支配している。しかしはぐれ外道の十臓には効果が不十分（それでもしばらくは動けなくなる）で完全に支配することができない。夏は三途の川の水とともに力が増幅する。
先代シンケンレッドを簡単に斬り伏せるほどの実力を持つが、止めを刺さなかったために封印の文字を使われ、結果相討ちとなる。バラバラにされた身体を長い年月をかけて復活させるが、封印の後遺症により、人間界へ出ると、すぐに水切れしてしまうため、三途の川での滞留を余儀なくされているが、水切れを押して戦ってもシンケンジャー6人とアクマロを圧倒するほどである。相討ちで滅ぼしたと思っていた志葉家の末裔であるシンケンジャーが生き残っていたと知って激昂し、彼らを抹殺して人間界を三途の川に沈めようと企む。終盤、丈瑠以外の五人と戦闘した時もスーパーシンケンブルー、ハイパーシンケングリーンの2人の強化形態がいたにもかかわらず余裕で圧倒している。
シタリ曰く、太夫が外道へ堕ちる前の薄雪のころから、太夫の三味線の音色に執着している。行き違いから太夫の三味線を斬ってしまったため、太夫の離反を招くが、第四十幕にて後遺症を承知で人間界へ赴き、自身の身体の一部を使って、太夫の三味線を修復した。
後遺症の水切れから三途の川の底に沈んでいたが、太夫の三味線に宿っていた嘆きの力が解放されて復活し、再び人間界に現れた。石化した個所は残ったままであったが、太夫の最後の音色に対して、不満を漏らし、「もう俺の欲しかったテメェじゃねぇな」と言い放ち、彼女の意も汲む形で自らに取り込んだことで石化していた部分も治り、完全復活を遂げた上、はぐれ外道の太夫の力で唯一の弱点であった封印の文字や水切れを無効化するにまで至った。その後、地上に三途の川の水を溢れさせて、シタリとともに六門船に乗って侵攻。シンケンジャーの真っ向勝負を迎え撃ち、互いの勝利を譲らないほどの執念で戦いを展開。姫シンケンレッドの封印のモヂカラで左胸（太夫を取り込んだ箇所）が白く変色していたことから、その部分を集中攻撃され、志葉家のモヂカラディスクを用いたシンケンブルーのシンケンマルで一の目を倒される。二の目での戦いでは、サムライハオーすら圧倒するも、シンケンジャーは渾身の一撃を叩き込むべく折神を次々に脱落させながらもひたすら接近を続け、最終的にはシンケンオーに全てのモヂカラを込めたダイシンケンの一撃で討ち取られ、「シンケンジャー、オレがいなくなってもいつか、テメェらも泣く時が来る…三途の川の隙間は…開いてるぜ！」と呪詛の言葉を残してシンケンオー共々爆散する。それと同時に三途の川の水はあの世へ引き戻され、六門船も三途の川の底に沈んだ。
圧倒的なパワーとスピード、縛りの力が武器であり、それを叩き付けるように戦う。その一方で力に頼るゆえか剣の腕はさほどではなく、十臓と鍔迫り合った際は互角であり、丈瑠と相対した際は、あっさり剣を躱され、急所を突かれている。
『仮面ライダー×スーパー戦隊 スーパーヒーロー大戦』では大ザンギャックの大幹部、『仮面ライダー×スーパー戦隊×宇宙刑事 スーパーヒーロー大戦Z』では宇宙犯罪組織マドーの怪人として登場し、最終決戦では仮面ライダービーストと交戦した。
- デザインのモチーフは毘沙門天および伊勢海老などの甲殻類。スーパー戦隊シリーズのラスボスは終盤で強化形態に変わるものが多く、本作品でもドウコクの巨大化時に姿を変化させることが検討されていたが、メイン監督の中澤は「ドウコクなら大丈夫だろう」との判断からそのままの姿となったことを証言している。敵の設定が固まる前に武者のシルエットを持つ者として描いたもので、鎧武者に見えるが生物的になっているパーツなど甲冑の様式を為していなかったり、黒い身体の部分が返り血を上から被ったように赤く染まっているなど外道衆のコンセプトの元となるものが生まれている。鎖骨から胸の龍の意匠は悪魔のようなイメージで、何かそういうものが胸に付いている、というのが外国人の考える敵のボスのイメージがあったため、和風というのは意識せず、そっち方向にアプローチした結果であるという。当初は「血塗（ちみどろ）」という名前で、赤色や血というのがイメージにマッチし、モチーフとして残ったという。
- 当初は全身ウエットスーツであったが、一部を薄い素材に変更している。
- 声を担当した西凜太朗は、落ち着きのある「揺るぎない悪」を目指して演技したことを述べている。スーツアクターを務めた日下秀昭は、イメージソースとして勝新太郎を挙げている。

薄皮太夫（）
声・人間体（薄雪） - 朴璐美
ドウコクの側近。姉御口調（一人称は「わちき」）で、常に三味線を携え奏でる悲しい音色で、ドウコクの苛立ちをも紛らわせる。三味線の柄が仕込み刀になっており、戦闘でもシンケンジャーに引けを取らない。ドウコクを抑えることができる唯一の存在であり、彼女の前でのみドウコクは甘い一面を見せるが、はぐれものであるため、他のアヤカシたちには蔑意を持たれており、目が合っただけでも険悪な空気になるのでドウコクが制止に入ることも多い。
元々は人間で薄雪（）太夫という名の花魁であったが、かつて愛し合い、身請けすると約束してくれたはずの武士新佐（）が他の女と祝言を挙げると知って、新佐に裏切られた怒りと絶望から、婚礼の座に乗り込み火を放って大勢の人を焼き殺した後外道に堕ち、その際に新佐の魂が縫い止められた三味線に変えて道連れにした。シタリ曰く過去への未練が未だ満たされぬため、それを三味線を弾くことで、花嫁たちを攫ってその悲鳴で絹糸を紡いで打掛を作ろうとしたりといった行動を取り、同じはぐれ外道の十臓に距離を置きつつも密かに援助や支援をしている。
十臓の独断行動に怒ったドウコクから抹殺指令を受けるも、十臓の本当の目的を聞き、思いとどまる。このことを知って怒りを露わにするドウコクに対して開き直り、ドウコクと袂を分かった時期もある。
ドウコクに斬られた三味線の補修に必要な人間の男を捕らえるために人間界に赴くが、シンケンジャーとドウコクが差し向けたユメバクラの妨害に遭い失敗。それ以来、人間界を彷徨っていたが三味線の修復と引き換えにアクマロに雇われる。その際に仮の武器として散華斑痕刀（）という小刀を与えられている。アクマロに裏切られて攻撃を受けるも、水切れのリスクを省みずに人間界に現れたドウコクに助けられ、アクマロの最期を見届けた後、六門船に戻る。三味線はドウコクが自らの身体の一部を使って修復した。十臓の死後、再び人間界に赴き、ユメバクラの一件で太夫の過去を知っているシンケンピンクにわざと斬られることで人間だった過去を手放し、その際に一緒に斬られた三味線（＝新佐）の嘆きの力を解放、三途の川に沈んでいたドウコクを復活させた。人間界に再び現れたドウコクに「最後の三味の音色にかつての響きはない」と言われるも、「今までで一番いい音色だった」と語り、自らの意思でドウコクに取り込まれる。
『仮面ライダー×スーパー戦隊×宇宙刑事 スーパーヒーロー大戦Z』では宇宙犯罪組織マドーの怪人として登場。
- デザインのモチーフは弁才天およびウミウシなどの軟体生物。モチーフは和装の打掛姿だが、重く沈みがちなシルエットだったため、常に三味線を持っていることから弁天様のイメージを加えて羽衣を着ているようなイメージでまとめている。ウミウシなどのパーツを身体に配置することで、派手さと他の敵レギュラーとの統一感を出している。全身にある歯の意匠は、軟体生物の部分を舌に見立てたものとなっている。女の敵で喋るキャラクターであることから唇を出し、鼻も出している。
- 第八幕のアクション時に面の視界が悪かったことから、クリアになるように改良している。
- 薄皮太夫のスーツアクターを務めた蜂須賀祐一は、太夫の刀の持ち方について、順手でアクションをする予定だったが、造形の問題で逆手で持つものとなり、アクマロから貰った散華斑痕刀の際には、本気の時は逆手、雇われ仕事の時は順手と想定して使い分けている。当初、アクション監督の石垣広文からは後に登場するシンケンゴールドと被らないように順手と指示されていたが、蜂須賀は順手であるイエローとピンクとの差別化や刀のプロップが形状的に持ちづらかったことなどから逆手を基本とした。着物を着た女性や日本舞踊の動きを参考にしている。第八幕では気怠い感じの動きで華麗に舞うようなアクションにしていたが、第二十五幕で薄雪を演じた朴璐美の演技を見てからは、感情的であったり、情熱的なものに変えている。第四十八幕でのシンケンピンクとの対決では、わざと斬られるため本気ではない順手としている。

骨のシタリ（）
声 - チョー
多くの知識と経験を持つドウコクの一味の知恵袋。異様に大きな頭部を持つ、比較的小柄な体格の外道衆。一人称は「あたし」、二人称は「お前さん」。三途の川増水のための作戦を日々考えており、作戦に応じた外道衆を呼び寄せるなどの軍師的な役割を持つ。また三途の川の深さを調べる役目もある。ゴズナグモなどはシタリのことを「御老体」と呼んでおり、劇中の描写から人間より遥かに長い寿命を持つことが見て取れる外道衆の中にあっても老人と言えるほどの歳を重ねている。また、ドウコクや薄皮太夫と違い、古文書には記載されていなかったようで、流ノ介は存在を認知していなかった。
怠惰なように見えて物腰が軽く、飄々としていて全く捉えどころがないが、十臓の態度を訝しみ、志葉家にまつわる書物を探して彼がシンケンレッドにまつわる特有の力を伏せていたことを突き止めるなど、勘の鋭いところもある。また、多数のアヤカシと繋がりを持っていて、彼が連れてくるアヤカシも多い他、気性が荒く酒を飲んで暴れるドウコクや、他の外道衆と相性の悪い太夫の緩衝材的な面もある。
戦闘力もシンケンゴールドを一方的に翻弄するほど高い。常に持っている錫杖は、隙間からこの世を覗き見たり、先端から電撃を飛ばして攻撃もできる。触手は伸縮自在である。
志葉家十八代目当主である薫の出現から、今までシンケンジャー側が攻め込んで来なかった理由と自身に命の危機が迫っていることに気づき、ドウコク復活のために自身の命を半分削ることでアヤカシ・オボロジメに三の目を与えた。終盤、六門船ごと地上に侵攻したが、ドウコクが敗北するや否や船ごと三途の川に押し戻され、崩落する船の中で「三途の川だって泥の中だって、生きることがあたしの外道さね!」と言い放ちながら、六門船もろとも三途の川へと沈んでいく。
崩落する六門船の中で、ドウコクと太夫に対する謝罪の言葉を投げており、自分一人が生き残ることに負い目も感じていたようである。一度斬られてなおそれでもドウコクには忠誠を崩さず、その後にドウコクが傷を負った際には復活を望むなど、ドウコクや太夫に対しては特別な感情を抱いていたようである。その他にも十臓が死んだ際には寂しそうな声を漏らす、太夫の死後にも弔いの手段を探し求めるなど、外道衆の中でも特段人間臭さを放っている。
『天装戦隊ゴセイジャーVSシンケンジャー』では外道衆の生き残りとして登場。シンケンジャーとの最終決戦で敗北し、一度は三途の川の奥底に沈んでいたが、生への執着で生き残っていた。ブレドランの力により三途の川より浮上したが、そのブレドランが三途の川の水を護星界攻撃に使用しようとしたため、強化ナナシ連中らを率いて自ら阻止に動いたが、突如乱入した海賊戦隊ゴーカイジャーの総攻撃を受け、前述の通りオボロジメに三の目を与えたために自身は二の目になる能力を失っていたことから、自身の敗北を認められないまま絶命する。その出来事は『海賊戦隊ゴーカイジャー』テレビシリーズ本編の第40話において、忍者戦隊カクレンジャーの大いなる力を守るために過去にタイムスリップしてきたゴーカイジャーに寝隠神社破壊の犯人と誤解されたためであることが判明する。
『仮面ライダーディケイド』にも登場している。
- デザインのモチーフは福禄寿およびイカ。イメージは知識者だったため、福禄寿のように延びた頭にしたが、レギュラー内で身長差を出したいということから、なるべく身長を低くするために、着ぐるみは脚を曲げて膝立ちで入るものとなった。触手を髭のように描いたことで、イカのようになったが、分かり易さを重視するために、元々入れるつもりではなかったイカのヒレを頭頂部に付けている。番組制作の企画の段階では骨抜シタリという名前だった。
- スーツには膝立ちで入っている。

腑破十臓（）
声・人間体 - 唐橋充
第七幕から登場。人間態は第九幕から登場。外道衆のはぐれ者。峰側が赤い鋸となっている両刃の妖刀裏正（）を振るう剣の達人。人間の姿に戻ることもでき、それゆえにドウコクの完全な支配下に置かれることもないが、はぐれ外道ゆえか命は一つしか持っておらず、二の目となる能力はない。約200年前の人間の武士だったころから、妻には止められ死病にも冒されながらも、斬りあうことでしか、己の快楽を満たせないため、強い者と骨の髄まで斬り合うことを求めて辻斬りを繰り返しており、筋殻アクマロから十臓の家族の魂を封じ込めて造られた裏正を授けられた後、我が身を見限って外道に堕ちる。外道に堕ちてもなお戦いへの飢えは満たされず、自分の在り方に虚無感を持ち、自らの命を惜しまないイビツさがある丈瑠を自分と裏正に見合う相手と認め、剣士として幾度となく立ち合いを繰り返すこととなる。人間の姿で偶然立ち寄った源太の寿司（マグロ一貫）の味を気に入るという一面もある。
剣術による戦闘を得意とし、大太刀である裏正を難なく振るい、ドウコクとまともに鍔迫り合いをしても譲らないなど、前述の通り、剣の扱いは達人級。裏正は上記の通り両刃刀で、本来は逆刃であるはずの峰側の鋸状の赤い刃が本性であり、普段は鍔側の刃で斬り合うが、シンケンレッドやドウコクなど難敵と立ち合う際には峰側の刃を用いる。裏正が破損していた時期には、逆刃の長刀蛮刀毒泡沫（）を使用していたが、裏正ほどの長さがないため、あまり気に入っていない。
志葉家当主が受け継ぐ外道衆を完全に葬ることができるモヂカラの存在を知っていながら黙っていたことが、シタリを通じてドウコクの知るところとなり怒りを買ったが、全く意に介せずひたすらシンケンレッドとの勝負に執着し続ける。その強い執着から仲間でさえ気付かず、丈瑠自身も目を背けていた丈瑠の変化を誰よりも早く見透かす。その後レッドとの立会いで瀬戸際まで追い詰めたが、レッドの捨て身の太刀に裏正を折られて敗北し海中に没する。その後は一時的に身を隠していたが薄皮太夫に発見され、裏正の修理と引き換えに太夫とともに一時的にアクマロに雇われた。
アクマロが十臓に裏正を授け外道に堕ちる手助けをしたのは、人と外道の隙間にいる十臓と嘆きの魂を閉じ込めた裏正こそが、自身の最終目的である裏見がんどう返しの術を発動できる最後の鍵となる存在であったためである。しかし十臓本人は、裏正の正体に気付いていながら二百年も人を斬り続ける本当の外道になっており、裏正の修理を完了し用済みとしたアクマロを見限って叩き斬り、術の発動も失敗に終わった。
影武者であることが発覚し、全てを失った丈瑠に最後の決戦を挑み、昼夜を分たぬ激烈な斬り合いの果てに敗北。丈瑠は「手ごたえはあった」と言っていたが、それでもまだ仕留められておらず、丈瑠の周りに駆け付けた仲間たちを無視し、さらに斬り合いの快楽を追い求めようとするが、丈瑠に斬られた時点で命が物理的に尽きており、左足の甲に刺さった裏正に宿る妻の魂に縋りつかれるように縫い止めされ、亀裂が身体に走って絶命し、噴き上がる火柱の内に消え去っていった。十臓が消えた後には裏正のみが残ったが、丈瑠たちが仲間としての絆を再確認する様子を見届けるように消滅する。
『宇宙戦隊キュウレンジャーVSスペース・スクワッド』で宇宙忍デモストの手により復活を遂げる。
- デザインのモチーフは猩々（寿老人の代わりに七福神に入る場合がある）と骨。マスクの形状も猿のようにしており、グロテスクなディテールのみの全身であると、キャラクターとしてもたないため、クリアパーツを使っている。十臓という名前から発想して、クリアパーツの下に10匹の魔物の顔が存在する。イメージはさすらいの剣士で、ボロボロの衣のようなものや風に吹かれた髪を描いてそのまま造形物に転換している。
- 「腑破」の頭にアクセントを付けて発音するのは、福島訛りではなく、ドラマ『ロングバケーション』のある場面があったからだという。
- 当初は人間態の登場予定はなかったが、レッドのライバル剣士として顔出しのキャラを登場させるものとなった。裏正は第十一幕の時点ではアップ用しかなく、かつアップ用は通常の刀より刀身が3割ほど長く、重いものであったという。
- スーツアクターを務めた清家利一は、イメージソースとして『巨獣特捜ジャスピオン』のマッドギャランを挙げており、普段はあまり動かず芝居で表現し、動くべき時はぱっと動くことを意識している。

筋殻アクマロ（）
声 - 堀川りょう
三途の川の底に眠っていた謎の外道衆。第二十八幕でドウコクの「夏の力」により復活して六門船に姿を現す。一人称は「我」、二人称は「あんたさん」。ドウコクやシタリさえもその存在を知らなかったが、「かつて、シンケンジャーと言えばもっと強く…」とのセリフから以前のシンケンジャーとは戦闘経験がある様子。ドウコクに対しては低姿勢で接してはいるが、独特の公家言葉でしゃべる端々には傲慢さがうかがえ、その性格からシタリはあまり彼のことをよく思っていない。人間界への攻撃や作戦立案も独自に行っており、ドウコクに従属しつつも距離を置いていたが、人間界をさまよっていた十臓と太夫を仲間に雇うなど水面下で暗躍し、第四十幕にてドウコクに対し反旗を翻す。しかし水切れをおして出てきたドウコクに驚き、「縛る力」を恐れて逃げるが、彼が三途の川の底に沈まざるを得なくなったのをよいことに、本格的な活動を開始する。
ドウコクらに知られていないアヤカシを配下に多数持つ他に、秘術をかけた紙を切り抜くことで切神と呼ばれる式神を召喚することができる。
策略家であるが、シンケンジャー6人掛かりでも彼らを圧倒する戦闘力をもち、不意打ちといえどシタリや太夫に一太刀浴びせるなど、ドウコクに及ばぬもののかなりの実力者。自分の手を4本の肥大化した大爪に変えた格闘戦（この大爪は切神作成にも使用される）、無数の蹴鞠による中・遠距離攻撃、刃のついた笏、削身断頭芴（）による斬撃や雷撃など多彩な攻撃技を持つ上に、二の目で巨大化した時はサムライハオーのモヂカラ大弾円をエネルギー光弾として跳ね返すほどの耐久力も持つ。
「地獄を見たい、感じたい」という異常な願望を持っており、「裏見（）がんどう返しの術」で生み出した巨大な隙間で地獄をこの世に顕現することが彼の最終目的であった。そのために十臓に裏正を与えて外道に引きずり込み、二百年前から秘かに工作を進めていたが、成就を目前にして利用していたはずの十臓に裏切られ切り捨てられた挙句、シンケンジャーに倒されてしまう。しかし、二の目となって恐竜折神を武装したキョウリュウサムライハオーに一刀両断にされた刹那、その痛みに地獄を見出し、歓喜の声を上げながら散っていった。
- 名前の「筋殻」は平安時代の貴族である藤原から取られ、人物像には『柳生一族の陰謀』にて成田三樹夫が演じた烏丸少将が意識されている。オーダーが公家風のキャラクターだったため、名前が先に浮かび、烏帽子をシャチホコのような形にしたため、魚の出汁という方針がまとまり、腰や肩に骨のようなパーツを付けている。デザインのモチーフは恵比寿で、魚類の要素も取り込んでいる。「アクマロ」から灰汁を連想し、骨の要素を取り入れている。
- 声を担当した堀川りょうは、当初「お公家様」のイメージで演じていたが、脚本に「エセ歌舞伎風、エセ関西風」と指定されていたことから次第にデフォルメして演じるようになったと述べている。スーツアクターを務めた清家利一は、配役時に「公家で成田三樹夫」と伝えられていた。
- 初登場の第二十八幕と退場する第四十三幕を監督した竹本昇は、戦闘シーンの演出について「笑いながら人を殺せる奴」というコンセプトで演出している。

アヤカシ
外道衆が送り込む化け物。ドウコクに対しては「大将」と呼ぶ者もいるが、部下というよりも同志タイプのためか、シタリや太夫にタメ口を利いたり、からかい半分でやって来てドウコクなどを怒らせるタイプが多い。名前はカタカナ5文字で統一されている。また、内心ではドウコクの支配を良しとせず、反逆の機会を窺っている者やアクマロの配下となっている者もいる。
一の目・二の目と呼ばれる2つの命を持ち、一の目である等身大で倒されても二の目で復活し、巨大化する。また、第四十六幕ではオボロジメがシタリの命がけの助力によって三の目も発動している。
その行動パターンはほとんどが過去に現れた時と差異がなく、シンケンジャーは文献により打開策を見出すこともあるが、人間社会には別の名前の妖怪・物の怪の伝承のルーツとして伝えられている模様（詳細は侍戦隊シンケンジャー#放送日程の各怪人のリンク先を参照）。
- 全てのアヤカシのデザイン的な共通性として、セパレートとなっており、各自が2種類のモチーフを組み合わせた外見（例：カゲカムロは鎧兜と大きな笑い顔）をしている。ただし従来のシリーズと異なり、有機物・無機物・現象とモチーフには統一性がなく、片方が赤系の色で塗られている。
- 名前は文字を扱う戦隊であることから、デザイン画ではひらがな表記であったが、カタカナ表記のアヤカシに合わせて名前もカタカナで統一されている。当初は二つの妖怪を合体させた左右非対称のデザインであったが、『仮面ライダーW』と重複することから、妖怪を分解して元ネタとなる怪異な現象の要素をそのまま見せている。

ナナシ連中（）
三途の川底に多く棲息する外道衆の雑兵。ドウコクの怒りに呼応し、賽の河原の崩れた積み石のスキマから際限なく発生する。巨大戦用の巨大なサイズの大ナナシや飛行タイプの大空ナナシも存在する。武具は蛮刀、弓、刺又などさまざま。幾度かナナシ連中と大ナナシ連中がほぼ同時に出現したことがある。火縄銃を使うナナシ鉄砲隊や大筒を使う大ナナシ大筒隊など様々な種族が存在する。
『侍戦隊シンケンジャーVSゴーオンジャー 銀幕BANG!!』ではウガッツが変身したバイクに搭乗する。
『天装戦隊ゴセイジャーVSシンケンジャー エピックon銀幕』ではブレドランが使役する通常のタイプの他、シタリ直属の黒い色をした強化ナナシ連中が登場する。これは『獣拳戦隊ゲキレンジャー』のリンシーの衣装の流用。
『ディケイド』や『海賊戦隊ゴーカイジャー THE MOVIE 空飛ぶ幽霊船』にも登場。
- デザインのモチーフは珊瑚やイソギンチャク。触手のような部分は日本画や浮世絵の炎の形を意識して描いている。遠目で見たら鎧武者だが、よく見たら全く違うというものが狙いになっており、甲冑の構成や細部の記号などを排除している。ロボの小さな顔と同じフレームにある時に違和感が出ず、特定の生物に似ないよう、牙が並んだ大きな口のようだが顔のような部分が口の中にある顔にして、抽象化している。デザインは巨大戦への登場も考慮されており、体が大きく見えるよう肩の飾りなどが配されている。番組制作の企画の段階では小玉連中という名前だった。
- 大ナナシのベース衣装は色を変え、袴姿のシルエットが出るようにしている。侍巨人を大勢で取り囲むアクションをするために長めの武器に変更している。第三十八幕の火縄銃や大砲は、量産するため、なるべく簡略化しつつ、元々ナナシに使われていたモチーフである火と、同話に登場したイクサズレの武器である帳外炎鎧銃に用いられた火焔模様との統一感を出している。
- 大空ナナシは着脱式のパーツをナナシの着ぐるみに加えて再現している。飛ぶため、牙ではなく、嘴を顔に付けている。翼のイメージはウシロブシ。追加パーツが色分けされた構成となっている側面図も一通り描かれた。

ノサカマタ
第二十三幕から登場した鯱を思わせる姿をした上級戦闘員。腕がない代わりに巨大な口をもったアヤカシで、口からはエネルギー火球（エネルギー弾）を放って敵を攻撃する。巨大なサイズの大ノサカマタもいる。
『天装戦隊ゴセイジャーVSシンケンジャー エピックon銀幕』ではシタリ直属の黒い強化ノサカマタが登場する。
- モチーフになった妖怪は野槌。デザインは『銀幕版』のクサレノサカマタの色替えで、ナナシと共存させるため、砲撃などの立ち回り以外の攻撃方法に特化したアヤカシとなっている。デザインは劇場版用に、盗賊団の盗んだものを仕舞う倉庫や袋の役割をする手下のキャラクターとして発想された。当初は野槌のように大きな口を開けて、色々そこから出すというコミカルな方向に振れるものとして考えていたが、脂目マンプクが武人という方向に変わったため、口が空いて砲弾を撃つという形に変わり、モチーフにもシャチを取り込んで、戦闘的なイメージも付加している。名前はシャチの別名サカマタに由来する。両腕を合わせることで顔になるため、スーツアクターには非常に酷な処理となっている。

ススコダマ
第十一幕から登場した、六門船に隠れ住むススワタリのような無数の小さな生き物。六門船を大きく揺らすと天井から大量に落ちてくる。音に敏感で、耳にした会話の語尾を繰り返す習性があり、太夫が爪弾いた三味線のメロディをよく口ずさんでいる。
1匹だけドウコクに投げ飛ばされたはずみで人間界へ出てきたところを太夫に拾われており、以来、常に行動をともにしていたが、第四十八幕の太夫の死後にドウコクに踏み消された。
『ディケイド』にも登場している。
- 六門船の中が暗いという意見から、マスコットキャラクターとして用意された。CG前提のキャラクターとして描いたが、モノを使って現場で撮ることとなり、ぬいぐるみのようになってしまうことから、毛糸玉が化けたものという雰囲気を出すため、顔に縫い目を付けるなど手芸のようなデザインにしている。